# آلکساندر شاکاروف
آلکساندر شاکاروف (انگلیسی: Alexander Shakarov؛ زادهٔ ۸ مارس ۱۹۴۸) شطرنج‌باز اهل ارمنستان است.